# Skontroführer
Skontroführer ist bei deutschen Wertpapierbörsen die seit Juli 2002 neue Berufsbezeichnung für den bisherigen Börsenmakler. Dem Skontroführer obliegt die Ermittlung von Börsenpreisen im regulierten Markt, sofern diese nicht über elektronische Handelssysteme ermittelt werden.  

## Allgemeines
Seit dem Vierten Finanzmarktförderungsgesetz vom Juli 2002 sind die Börsenmakler rechtlich keine Handelsmakler mehr, sondern werden als Skontroführer bezeichnet. Lediglich ihre Berufsbezeichnung lautet zuweilen noch Börsen- oder Kursmakler, zumal sich Laien hierunter den Beruf eher vorstellen können. Sie sind lediglich noch im Parketthandel erforderlich, weil an Computerbörsen die Geschäftsabschlüsse durch elektronisch gesteuerte Zusammenführung von Kauf- und Verkaufsorders zustande kommen (automatisierter Handel). Diese Börsenmakler vermittelten die Kauf- und Verkaufsorders der Börsenhändler und waren an der Kursnotierung beteiligt. 
Börsenhändler wiederum sind die Vertreter der Kreditinstitute, die die Wertpapierorders ihrer Kunden den Börsenmaklern übergeben, damit diese durch Vermittlung der Skontroführer einen Kontrahenten finden. Der bisher im ehemaligen „amtlichen Handel“ tätige Kursmakler (Börsenmakler) wurde abgeschafft wie auch die „amtliche Kursnotierung“. Der Begriff des Kursmaklers wurde durch Skontroführer ersetzt, es entfällt seine öffentlich-rechtliche Bestellung.
Börsen sind in Deutschland Anstalten des öffentlichen Rechts (§ 2 Abs. 1 BörsG), so dass die Börsenmakler entsprechend in einem öffentlich-rechtlichen Verhältnis zur Börse standen. Die Skontroführer sind dagegen Selbständige oder Angestellte eines Finanzdienstleisters.

## Rechtsfragen
Seit Juli 2002 sind Skontroführer als Handelsteilnehmer gemäß § 2 Abs. 8 BörsG nach § 19 BörsG zur Teilnahme am Börsenhandel zugelassenen. Ihre Bestellung und Entlassung erfolgt durch die Börsenaufsichtsbehörde nach Anhörung des Börsenvorstands. Skontroführer können als Rechtssubjekte zwischen den Rechtsformen Einzelkaufmann oder als Geschäftsleiter jeweils eines Finanzdienstleistungsinstituts (AG oder GmbH) als Kursmaklergesellschaft wählen. Sie sind zu Eigengeschäften bei fehlenden marktnah limitierten Aufträgen berechtigt.
Gemäß § 27 BörsG kann die Geschäftsführung einer Wertpapierbörse zur Teilnahme am Börsenhandel zugelassene Unternehmen auf deren Antrag mit der Feststellung von Börsenpreisen an dieser Wertpapierbörse betrauen (Zulassung als Skontroführer). Der Antragsteller muss die für die Skontroführung erforderliche Zuverlässigkeit haben und auf Grund ihrer fachlichen und wirtschaftlichen Leistungsfähigkeit zur Skontroführung geeignet sein. Die Geschäftsführung hat Personen, die berechtigt sein sollen, für einen Skontroführer bei der Skontroführung zu handeln (skontroführende Personen), zuzulassen, wenn diese Personen Börsenhändler sind und die für die Skontroführung erforderliche berufliche Eignung haben. 
Die Geschäftsführung hat die Zulassung als Skontroführer nach Anhörung der Börsenaufsichtsbehörde außer nach den Vorschriften des Verwaltungsverfahrensgesetzes zu widerrufen, wenn der Skontroführer sich einer groben Verletzung seiner Pflichten schuldig gemacht hat. Die Geschäftsführung kann die Zulassung widerrufen, wenn die BaFin Maßnahmen zur Sicherung der Erfüllung der Verbindlichkeiten des Skontroführers gegenüber dessen Gläubigern ergriffen hat. In dringenden Fällen kann die Geschäftsführung einem Skontroführer auch ohne dessen Anhörung die Teilnahme am Börsenhandel mit sofortiger Wirkung vorläufig untersagen; Widerspruch und Anfechtungsklage haben keine aufschiebende Wirkung. Besteht der begründete Verdacht, dass eine der Voraussetzungen nicht vorgelegen hat oder nachträglich weggefallen ist, so kann die Geschäftsführung das Ruhen der Zulassung eines Skontroführers längstens für die Dauer von sechs Monaten anordnen. Die BaFin hat die Geschäftsführung unverzüglich zu unterrichten, wenn sie Maßnahmen zur Sicherung der Erfüllung der Verbindlichkeiten des Skontroführers gegenüber dessen Gläubigern ergriffen hat.

## Aufgaben
Skontroführer ist der an einer Parkettbörse zum Handel von Effekten zugelassene Marktteilnehmer, der im regulierten Markt die Vermittlung und den Abschluss von Börsengeschäften betreibt. Die Aufgabe eines Skontroführers erstreckt sich lediglich auf ein Wertpapier, für das er alle vorliegenden Wertpapierorders gemäß Börsenordnung in einem Orderbuch (Skontro) einzutragen hat. 
Seit Juli 2002 hat gemäß § 28 BörsG der Skontroführer auf einen geordneten Marktverlauf hinzuwirken und die Skontroführung neutral auszuüben. Die Aufgabe eines Skontroführers besteht im Feststellen von marktgerechten Börsenpreisen aus seinem betreuten Skontro heraus. Ein Skontro ist ein elektronisches Orderbuch, in dem der Skontroführer alle vorliegenden Orders eines Wertpapiers sieht. Er hat durch geeignete organisatorische Maßnahmen die Einhaltung der ihm obliegenden Pflichten sicherzustellen. Bei der Preisfeststellung hat er weisungsfrei zu handeln. Die Wahrnehmung der Pflichten muss so erfolgen, dass eine wirksame Überwachung der Einhaltung der Pflichten gewährleistet ist. Der Skontroführer muss alle zum Zeitpunkt der Preisfeststellung vorliegenden Aufträge bei ihrer Ausführung unter Beachtung der an der Börse bestehenden besonderen Regelungen gleich behandeln.  
Die Börsenpreise der meisten Wertpapiere werden nach dem Meistausführungsprinzip ermittelt. Dabei gilt es, denjenigen Kurs festzustellen, zu dem der größte Umsatz mit dem geringsten Überhang auf der Kauf- (Nachfrageüberhang) oder Verkaufsseite (Angebotsüberhang) gehandelt wird (Notierung). Zusätzlich muss die Kurskontinuität eingehalten werden, damit zu große Kurssprünge (die mit einer Plus-/Minusankündigung vorher gemeldet werden) vermieden werden. Derivate hingegen, die von ihrem Emittenten außerbörslich in Market Making gepreist werden, werden nach dem Market-Maker-gestützten System gehandelt. Dabei darf ein Börsenkurs eines Derivates nicht schlechter als der Quote (Geld- und Briefkurs) des Emittenten festgestellt werden.
Die Skontroführer stellen die für die von ihnen im amtlichen Handel betreuten Wertpapiere auf der Grundlage der über die Banken an die Börse gelangenden Wertpapierorders die amtliche Kursnotiz als Einheitskurs fest. Da Skontroführer auch gemäß § 36 BörsO begrenzte Eigengeschäfte durchführen dürfen, regelt § 6 BörsG mögliche Interessenkonflikte beim Erwerb bedeutender Beteiligungen (§ 1 Abs. 9 KWG; 10 % oder mehr), die wie Insidergeschäfte (Frontrunning) durch die Handelsüberwachungsstelle (§ 7 BörsG) zu überwachen sind.

## Spezialist
Im Mai 2011 wurden die Skontroführer im Parketthandel der Börse Frankfurt durch Spezialisten für das elektronische Handelssystem XETRA mit modifizierten Aufgaben abgelöst, an anderen Regionalbörsen gibt es weiterhin Skontroführer. 
Spezialisten sind Mitarbeiter von Kreditinstituten, welche die Ausführung von Wertpapierorders an der Parkettbörse der Börse Frankfurt überwachen. Für jedes einzelne Wertpapier ist ein Spezialist zuständig, der alle Orders im elektronischen Orderbuch festhält und die Kursermittlung durch den Handelsplatz XETRA initiiert.  